# Les Proscrits du Colorado
Pour plus de détails, voir Fiche technique et Distribution.
Les Proscrits du Colorado (titre original : The Outcast) est un film américain de William Witney sorti en 1954.

## Synopsis
Ayant été dépossédé de son ranch par son oncle, Jet Cosgrave revient au pays pour récupérer son héritage. Pour préparer sa vengeance, il engage des hommes mais les choses se compliquent lorsqu'il tombe amoureux de la fiancée de son oncle...

## Fiche technique
- Titre original : The Outcast
- Réalisation : William Witney
- Scénario : John K. Butler et Richard Wormser d'après une histoire du magazine Esquire écrite par Todhunter Ballard
- Directeur de la photographie : Reggie Lanning
- Montage : Tony Martinelli
- Musique : R. Dale Butts
- Costumes : Adele Palmer
- Production : William J. O'Sullivan (producteur associé)
- Genre : Western
- Pays de production :  États-Unis
- Durée : 90 minutes (1 h 30)
- Date de sortie :
  - États-Unis : 15 août 1954
  - France : 27 juillet 1955

## Distribution
- John Derek (VF : Roger Rudel) : Jet Cosgrave
- Joan Evans (VF : Beatrix Brunel) : Judy Polsen
- Jim Davis (VF : Jean Violette) : le major Linton Cosgrave
- Catherine McLeod (VF : Claire Guibert) : Alice Austin
- Ben Cooper (VF : Hubert Noël) : le Kid
- Taylor Holmes (VF : Maurice Pierrat) : Andrew Devlin
- Nana Bryant (VF : Délia Col) : Mrs. Banner
- Slim Pickens (VF : Maurice Porterat) : Boone Polsen
- Frank Ferguson (VF : Lucien Bryonne) : Chad Polsen
- James Millican (VF : Claude Péran) : Cal Prince
- Bob Steele (VF : Jacques Beauchey) : Dude Rankin
- Nacho Galindo : Curly
- Harry Carey Jr. : Bert
- Bill Walker (VF : Pierre Morin) : Sam Allen
- Robert 'Buzz' Henry (VF : Jacques Thébault) : Zeke Polsen
- Nicolas Coster : Asa Polsen

### Acteurs non crédités
- Marc Hamilton (VF : André Bervil) : Toby MacDonald
- Chick Hannan (VF : Paul Faivre) : l'homme descendant les bagages de la diligence
- Hank Worden (VF : Paul Faivre) : le barman